# Francis Smith
Francis Ryan Smith (ur. 23 lipca 1896, zm. 24 grudnia 1961) – as lotnictwa australijskiego Royal Australian Air Force z 16 potwierdzonymi  zwycięstwami w I wojnie światowej.
Francis Ryan Smith urodził się w Brisbane, Queensland w Australii. Zaciągnął się do Armii Australijskiej 20 lipca 1915 roku. Po służbie w 31st Battalion, Royal Queensland Regiment, został przyjęty do Royal Australian Air Force do jednostki No. 2 Squadron RAAF w lutym 1918 roku.
Latał na samolocie Royal Aircraft Factory B.E.2 i walczył na froncie zachodnim jako pilot. Pierwsze zwycięstwo powietrzne odniósł 9 maja 1918 roku nad niemieckim samolotem Pfalz D.III.
8 lipca 1918 roku Smith został ranny. Po powrocie do czynnej służby  3 września odniósł swoje piąte zwycięstwo powietrzne uzyskując tytuł asa. Ostatnie 16 zwycięstwo odniósł 14 października. 10 listopada został zestrzelony jednak nie odniósł większych obrażeń, jego samolot wylądował poza linia frontu. Smithowi udało się przejść na swoją stronę 11 listopada 1918 roku. Do Australii powrócił 6 maja 1919 roku. Powojenne losy Weira nie są znane. Wiadomo tylko, że w 1951 roku prowadził stację obsługi samochodów w Willandra.